# 盛土山古墳
盛土山古墳（もりつちやまこふん）は、香川県仲多度郡多度津町奥白方（おくしらかた）にある古墳。形状は円墳。香川県指定史跡に指定されている。

## 概要
香川県西部、丸亀平野北西部の弘田川下流域、弘田川と天霧山に挟まれた沖積平野に築造された古墳である。墳丘周囲は造成によって削平されているほか、1915年（大正4年）に石棺が発掘されて副葬品が出土し、近年に発掘調査が実施されている。
墳形は円形で、直径約43メートル・高さ5.2メートルを測り、香川県内の円墳としては最大級の規模になる。墳丘は2段築成。墳丘外表では円筒埴輪・形象埴輪（蓋形・靫形・盾形埴輪）・須恵器が出土している。墳丘周囲には二重の周溝が巡らされ、周溝を含めた古墳全体としては直径約75メートルにおよぶ。埋葬施設は、大正期の発掘の記録では箱式石棺とされ、石棺内から副葬品として四神四獣鏡1面・銅鈴1点・玉類・鉄刀などが出土している。近年の墳丘中央部の調査では、石棺の残存部と思われる石材が確認されるとともに、鉄刀片・鉄鏃が出土している。
築造時期は、古墳時代中期後半の5世紀末ごろと推定される。盛土山古墳付近には弘田川のかつての河口が位置したとみられ、河口付近に存在した港を拠点とした海上交通との関わりが示唆される。
古墳域は1976年（昭和51年）に香川県指定史跡に指定されている。

## 遺跡歴
- 1915年（大正4年）、地元住民による発掘。箱式石棺から副葬品出土（現在は東京国立博物館保管）。
- 1976年（昭和51年）6月29日、香川県指定史跡に指定。
- 1997年度（平成9年度）、範囲確認調査（香川県教育委員会、1998年に報告）。
- 1998年度（平成10年度）、範囲確認調査（多度津町教育委員会、1999・2021年に概要報告）[4][3]。
- 2022年度（令和4年度）、範囲確認調査（多度津町教育委員会）[2]。

## 出土品

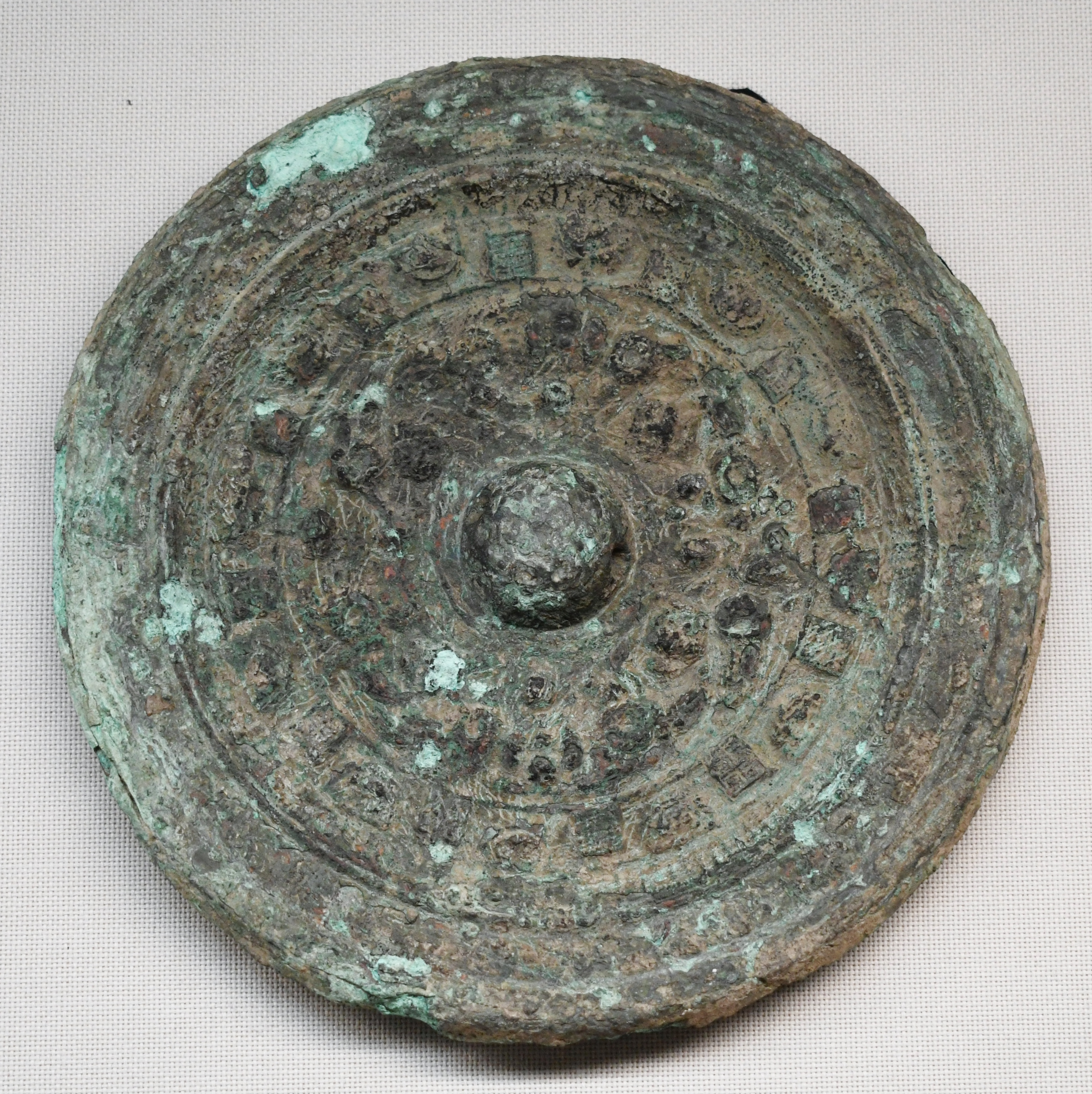
画文帯四神四獣鏡東京国立博物館展示。

大正期の発掘で箱式石棺から出土した副葬品は次の通り。
- 四神四獣鏡 1
- 銅鈴 1
- 瑪瑙製勾玉 1
- 硬玉製勾玉 1 - 長さ6.7センチメートルで国内最大級。
- 碧玉製管玉 17
- 玻璃製小玉 59
- 琺瑯製丸玉 1
- 琺瑯製小玉 1
- 刀身残片 1

そのほか、近年の調査では鉄刀片・鉄鏃・円筒埴輪・形象埴輪（蓋形・靫形・盾形埴輪）・須恵器が出土している。

## 文化財

### 香川県指定文化財
- 史跡
  - 盛土山古墳 - 1976年（昭和51年）6月29日指定。

## 関連施設
- 東京国立博物館（東京都台東区） - 盛土山古墳の出土品を保管。

## 関連文献
（記事執筆に使用していない関連文献）
- 『県史跡盛土山古墳 範囲確認調査報告書』香川県教育委員会、1998年。